# سیلور بی (نیویورک)
سیلور بی (به انگلیسی: Silver Bay) یک منطقهٔ مسکونی در ایالات متحده آمریکا است که در شهرستان وارن، نیویورک واقع شده‌است. سیلور بی ۲۰۰ نفر جمعیت دارد.